# 棋盘街
棋盘街是曾經上海人对中華人民共和國上海市黄浦区河南中路两侧一带的九江路、汉口路、福州路、广东路、四川中路、江西中路等道路的统称。由于这些道路形似中国的棋盘，故被称为“棋盘街”。棋盘街區域原本開了很多商店。中國抗日戰爭期間，棋盘街逐漸冷落，這個稱呼也逐漸被人廢棄。